# Набоженство
Набоженство (з пол. Nabożeństwo — релігія, віросповідання, закон Божий) — форма молитовного зібрання вірних певної конфесії та практика особливого шанування осіб чи деяких аспектів християнського культу, а також пов'язані з цим інші прояви почитання в протестантизмі та католицизмі.

## Католицизм
У католицькій церкві існує велика кількість набоженств, пов'язаних як з особами — набоженства до Пресвятої Діви Марії, до Святого Духа, до святих, так і з символами, ознаками, Таїнствами християнства — набоженства до Божого Милосердя, до Пресвятої Євхаристії, до Непорочного Серця Марії, до Найсвятішої Крові Ісуса і т.ін.
Цей особливий вид побожністі полягає у відмовлянні молитов, акафістів, вервиць, прослав, літаній, посвят, приступання до сповіді та причастя у визначенні дні з метою вшанування  Ісуса, Діви Марії та відшкодування гріхів. Зазвичай практикування набоженств має конкретні приписи, які описуються в спеціальних книжках.
Також розповсюджені спільноти, які діють при церковних парафіях або в соцмережах і практикують різноманітні набоженства — Непорочного Серця Марії чи Найсвятішого Серця Ісуса тощо. Деякі набоженства об'єднують велику кількість вірян, наприклад, культ Божого милосердя охоплює 100 млн вірян по всьому світу. Крім молитов вірних заохочують і до практичних дій —  до діл милосердя, паломництв і т.ін.
Важливою рисою набоженств є обітниці, тобто винагородження вірян за таку практику особливого шанування. Обітниці даються у надприродній спосіб і запевнюють, що при щирому практикуванні набоженств вірні отримають також надприродні дари і різноманітні ласки — доброї смерті, визволення душ померлих з Чистилища, навернення грішників і цілих країн до віри в Бога, а найважливіше - спасіння душі, що є головним завданням кожної людини.

### Приклади

Пресвяте Серце Ісуса

Найбільш відомі набоженства, до практикування яких особливо заохочують вірних:
- до Пресвятого Серця Ісуса Христа, яке вважається вершиною всіх набоженств у Католицькій церкві.[8][9]. Серце Ісуса є символом досконалої, незбагненої, безумовної, милосердної любові Бога до людини. Особливий розвиток отримало після об’явлень св. Маргариті Марії Алякок. Крім іншого полягає у дотриманні практики приступання до Сповіді та Причастя у перші п’ятниці кожного місяця.
- Набоженство до Непорочного Серця Марії до якого закликала Фатімська Богородиця у своєму об’явленні сестрі Лусії. Упродовж п'яти (чи дев’яти) перших субот місяця вірні заохочуються до Сповіді, Святого Причастя та роздумам на Вервиці в намірі нагородити зранене гріхами Непорочне Серце Марії.[3] Особливе значення має у справі навернення грішників та особливо росії, а також миру у світі.
- Набоженство до Божого Милосердя. Отримало розвиток при папі Івані Павлі II, охоплює велику кількість віруючих не тільки в католицькій, але й в англіканській церкві.